# Jean-Pierre van Rijen
Jean-Pierre W.H.A. van Rijen (Eindhoven, 3 september 1957) is een Nederlands kunsthistoricus. Hij geldt als een kenner op het gebied van de edelsmeedkunst en kunstnijverheid, in het bijzonder van het kerkelijk zilver in Nederland.
Jean-Pierre van Rijen volgde het Van der Puttlyceum in Eindhoven en studeerde kunstgeschiedenis aan de Katholieke Universiteit Nijmegen. Hij verzorgde de inventarisatie van belangrijke collecties, voornamelijk van kerkelijk zilver en goud uit de 19e en 20e eeuw van musea en kloosters en andere kerkelijke instellingen, onder meer van het bisdom Rotterdam. Hij werkte in binnen- en buitenland mee aan verschillende exposities (onder meer die van het Haags goud en zilver in het Gemeentemuseum Den Haag, 2005-2006). Hij werkt op projectbasis aan verschillende kunsthistorische projecten, is docent kunstgeschiedenis van de Nieuwere en Nieuwste Tijd, met als specialisatie zilverkunst, aan de Opleiding Kunstgeschiedenis van de Radboud Universiteit Nijmegen en aan de Universiteit van Amsterdam. Hij publiceerde onder meer in Cachet; tijdschrift voor kunstliefhebbers.
In 2004 won hij voor zijn onderzoek naar Nederlands antiek kerkzilver "De Vuurslag", een kunsthistorische prijs van de Stichting Nederlandse Kunst- en Antiekbeurs, voor verdiensten op het gebied van de kunstnijverheid. In 2018 kreeg hij de Mr. J. W. Frederiksprijs voor het artikel Zilver in en rond Bergen op Zoom.

## Publicaties
- Kunstwerkplaats Esser: 1838-1938. Weert: Museum 'Jacob van Horne'/ Heiligerlee: Klokkengieterijmuseum/ Sint-Truiden: Provinciaal Museum voor Religieuze Kunst, 1987.
- Een Veelkleurig Habijt; Kloosters in Nijmegen in de negentiende en twintigste eeuw. Grave: Alfa, 1989. (mede-auteur)
- 200 jaar Boermans. Gedreven door zilver en goud. Venlo: Fa. Wed. Aug. Boermans, 1995.
- Zilver en zilversmeden in de Baronie van Breda. Breda: Breda’s Museum, 2000.
- Groninger keur: zilver uit Stad en Ommelanden. Schoonhoven: Nederlands Goud-, Zilver- en Klokkenmuseum/ Groningen: Groninger Museum, 1997.
- De Stavelij in Zilver: 25 jaar Zilverclub. Amsterdam: Barend J. van Bentham, 2000.
- bijdrage in Rob Dückers & Pieter Roelofs (eds.), De Gebroeders Van Limburg; Nijmeegse meesters aan het Franse hof 1400-1416. Nijmegen: Museum Het Valkhof, 2005.
- bijdrage in Jet Pijzel-Domisse,  Haags goud en zilver, Edelsmeedkunst uit een Hofstad.  Den Haag: Gemeentemuseum Den Haag, 2005.
- Rudie Arens jr. Een familie van kunstenaars en edelsmeden. Nijmegen: Museum Het Valkhof: Radboud Universiteit Nijmegen, 2010.
- Martens-Mulder Zilvercollectie - Zilver in de 17e en 18e eeuw, 2018 (ISBN 978-90-9031133-3)
- Rijen, J.P. van, M. Maris, H. v.d. Berg, C. v.d. Vanwesenbeeck en K. Hielkema, Zilver in en rond Bergen op Zoom. Bergen op Zoom, Stichting Bergen op Zilver, 2017